# Оман, Фридрих
Фридрих Оман (нем. Friedrich Ohmann; 21 декабря 1858[…], Львов — 6 апреля 1927[…], Вена) — австрийский архитектор.

## Биография
Фридрих Оман изучал архитектуру под руководством Генриха фон Ферстеля и Карла Кёнига в Венской высшей технической школе, позднее — в Академии изобразительных искусств Вены у Фридриха фон Шмидта. В период с 1889 по 1899 год Оман — профессор декоративной архитектуры в пражской Академии живописи, архитектуры и дизайна. Начиная с 1898 Оман вместе с Йозефом Хакхофером инспектирует все мосты на реке Вена. В 1899—1907 годах он занимается строительством дворца Нойе Бург Хофбурга. С 1904 года Оман руководит классом мастеров по архитектуре в Академии изобразительных искусств Вены.
Во время пребывания в Праге, Оман был приверженцем умеренного модерна (Jugendstil). Позднее предпочитал строить в стиле необарокко. Некоторые из его работ имеют элементы от этих обеих архитектурных направлений (например, Стеклянный дом в венском Замковом парке).

## Избранные работы
- 1898—1900: Отель Централь, Прага
- 1901: Пальмовая оранжерея в Бурггартене, Вена
- 1904—1907: Памятник императрице Елизавете в Народном парке, Вена
- 1911—1914: Вилла Крамаржа, Прага
- 1912—1914: Санаторий, Мерано
- 1914—1916: Вилла Регенстрайф, Пётцлейнсдорф

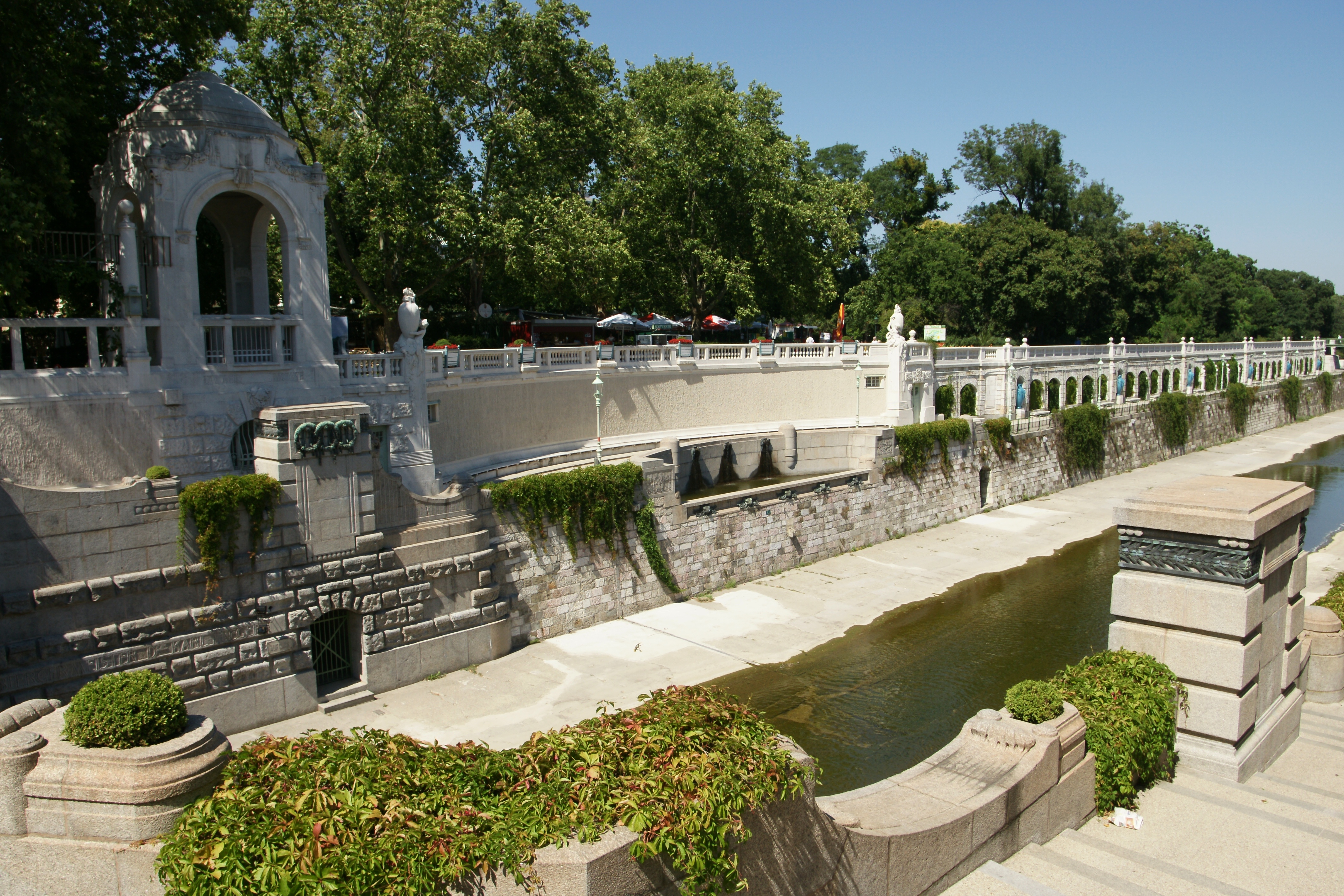
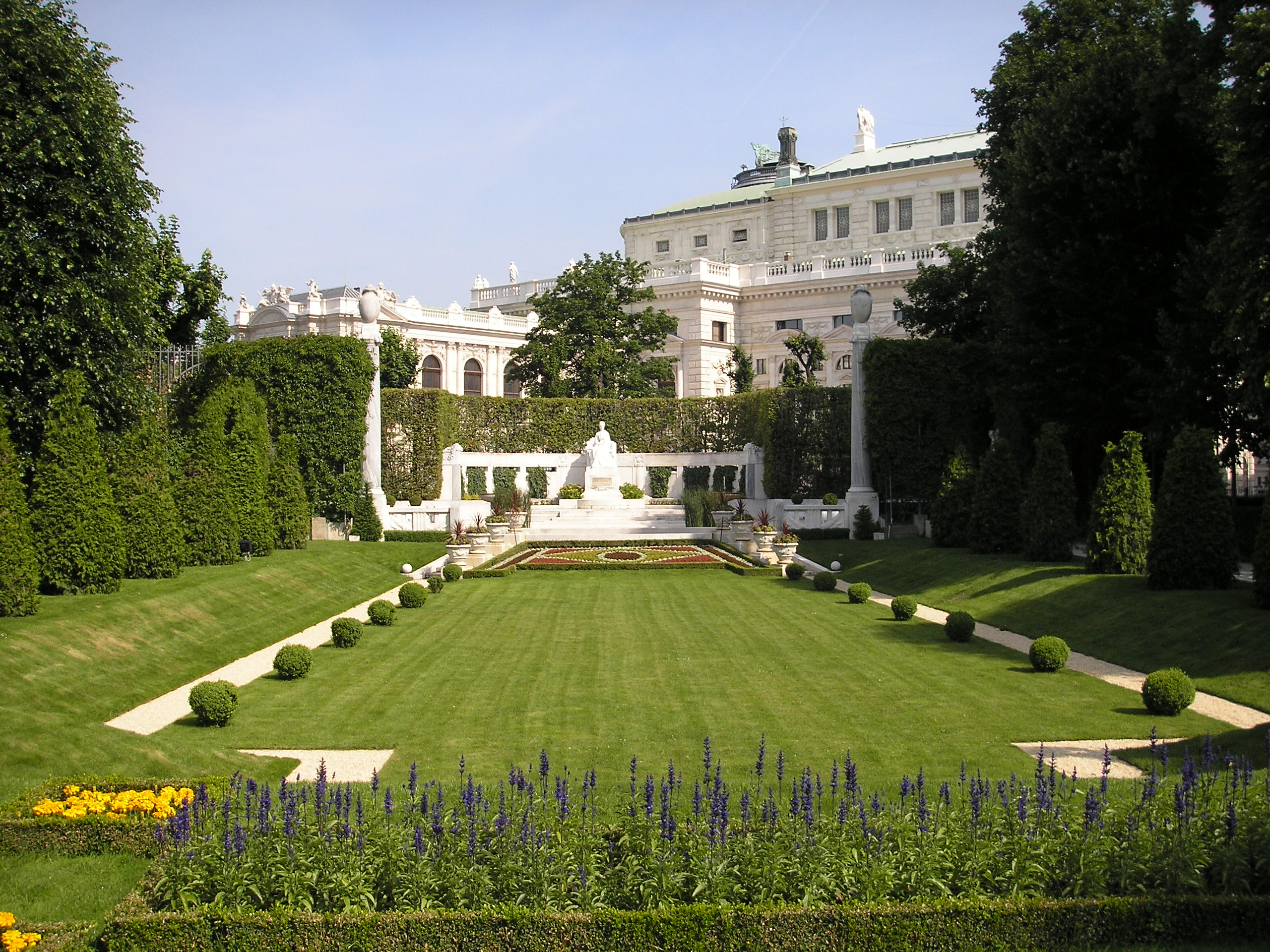
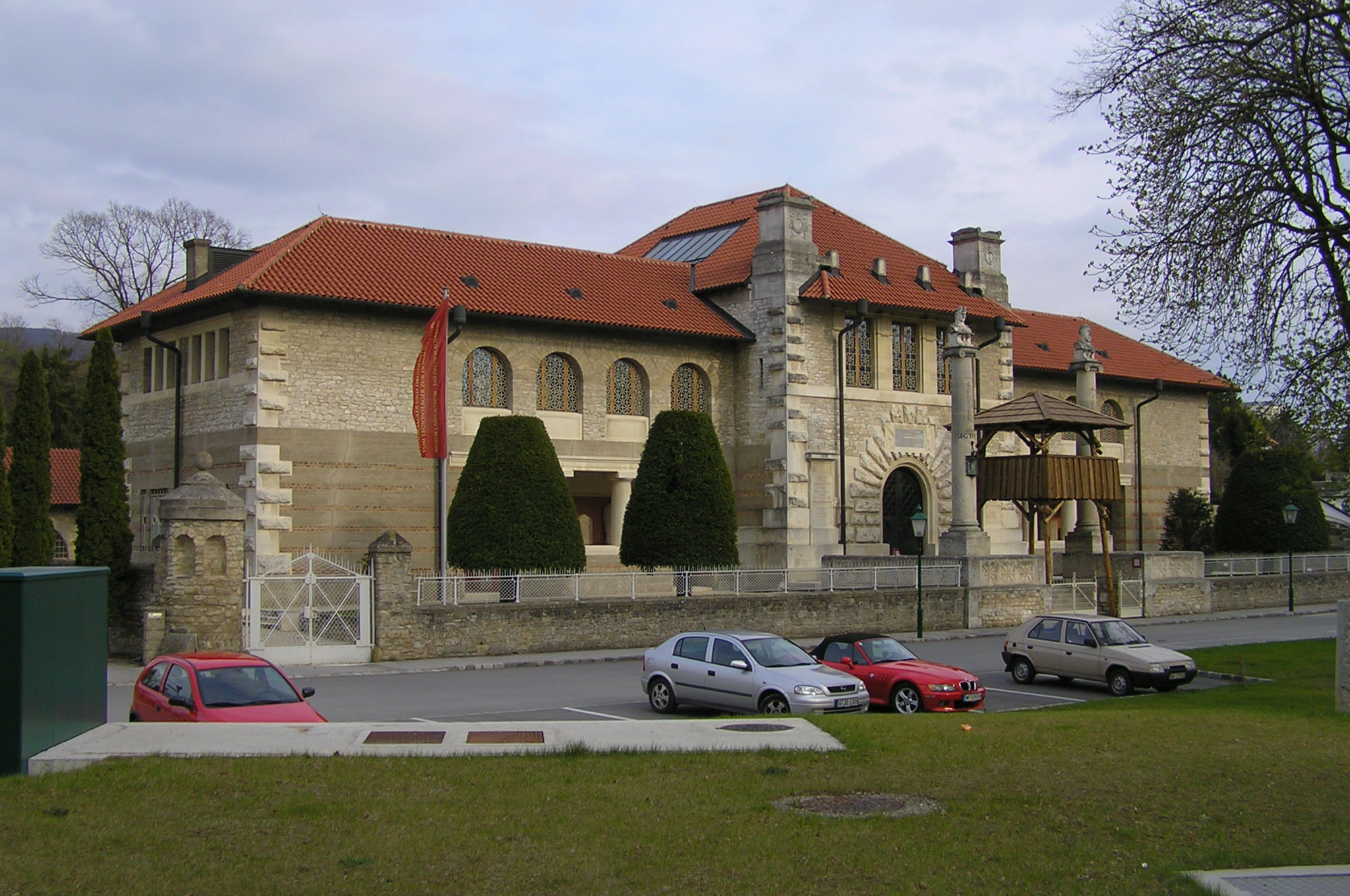
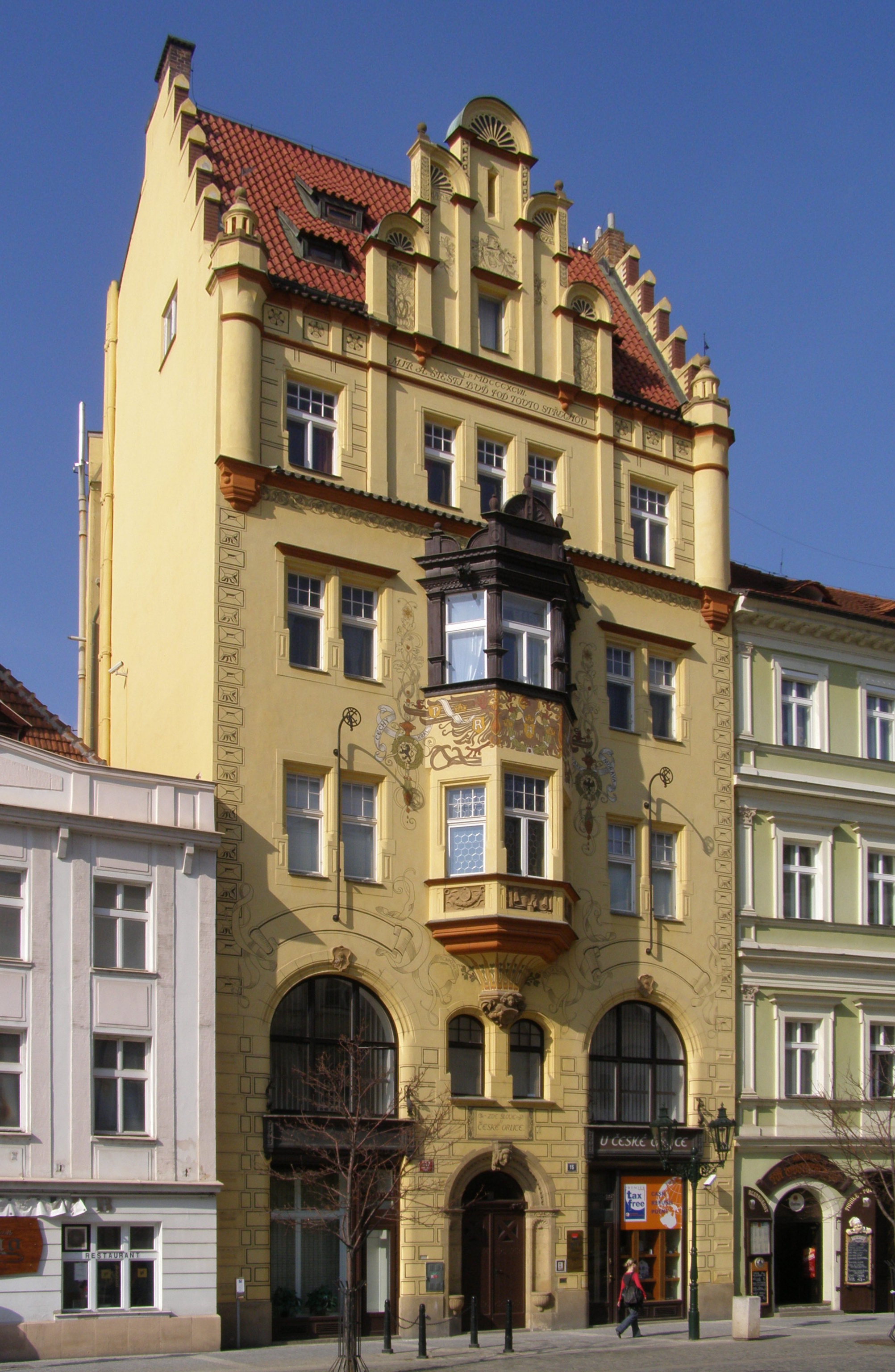
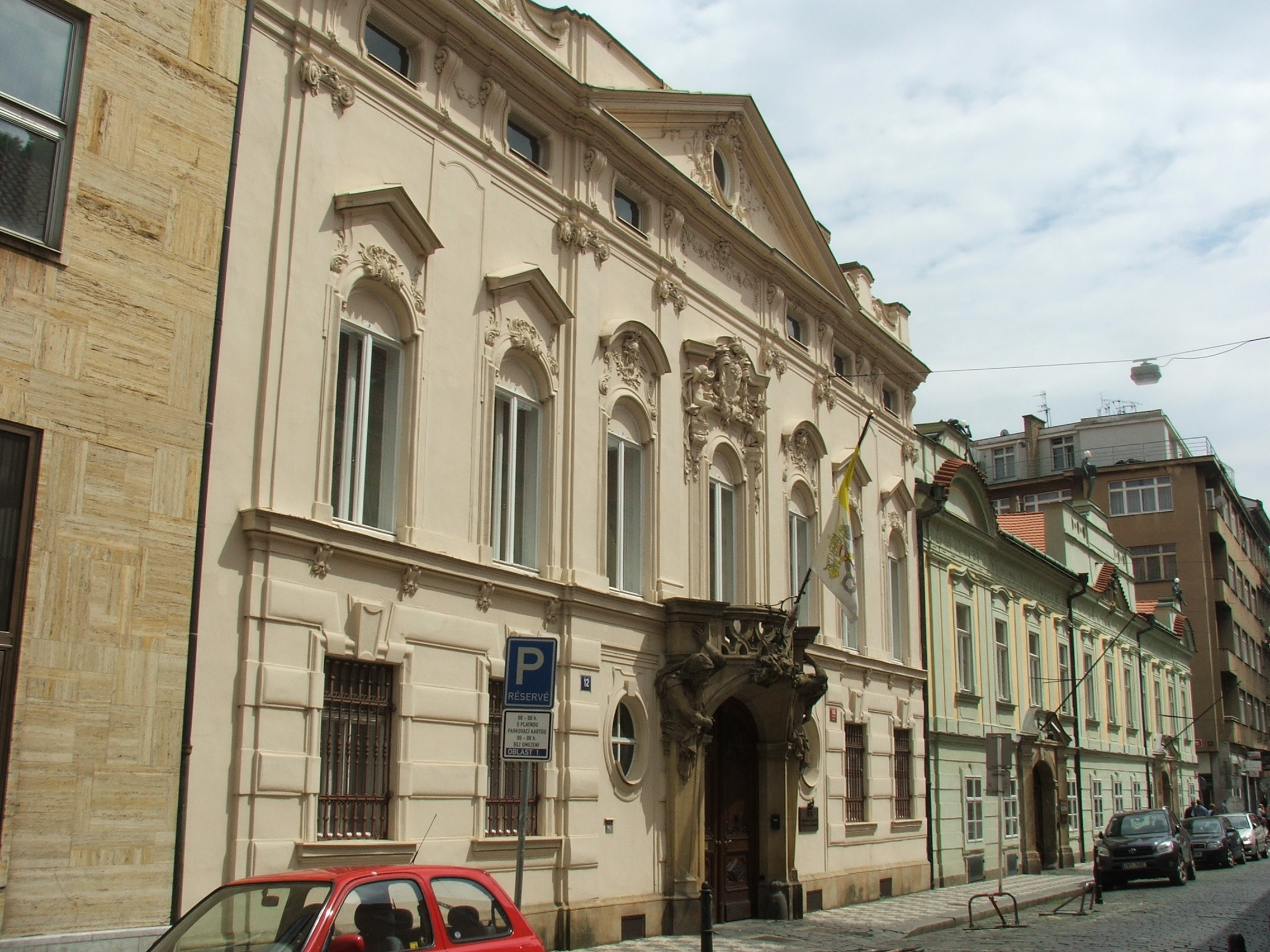
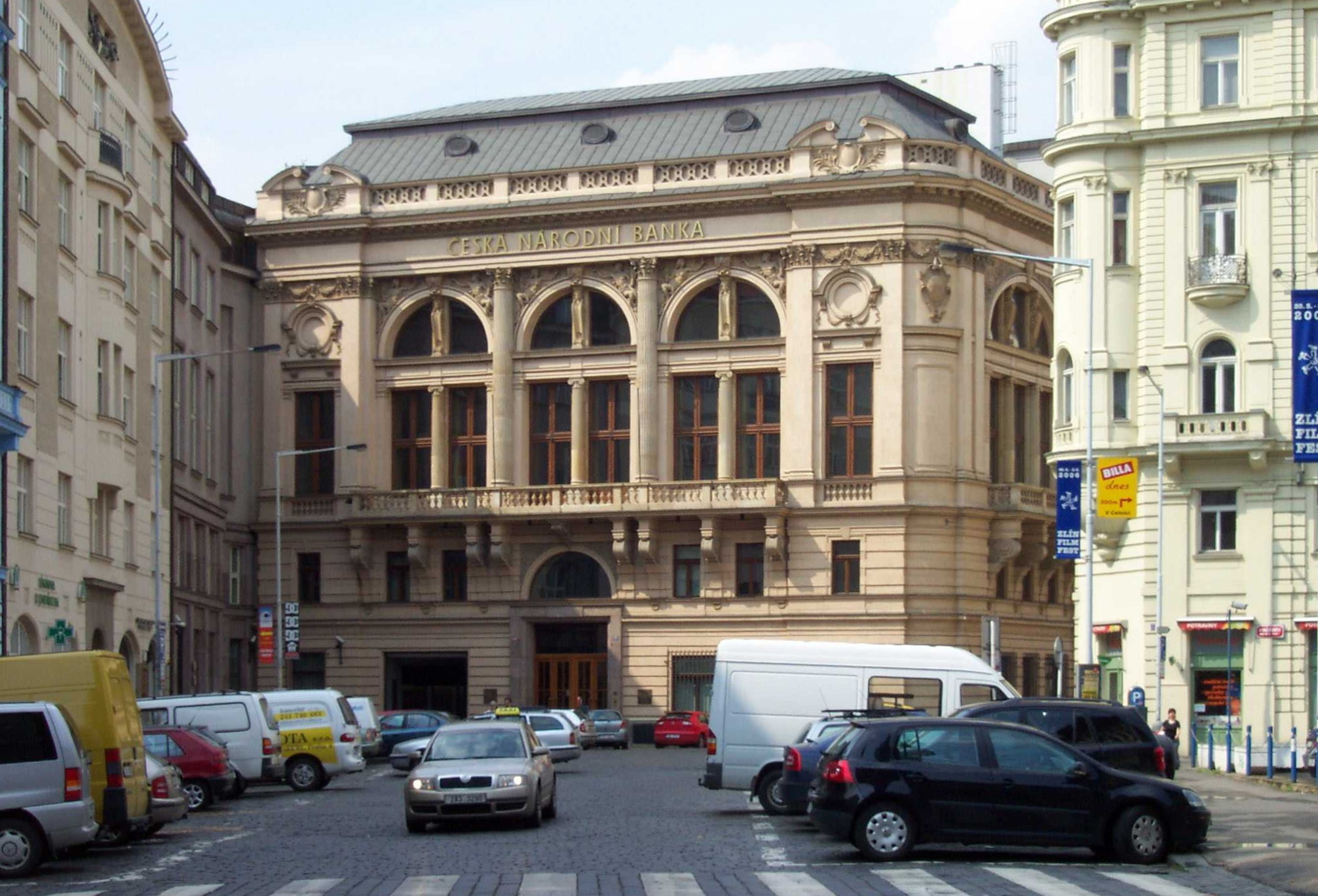